# Atletica leggera ai Giochi della VIII Olimpiade - 400 metri ostacoli

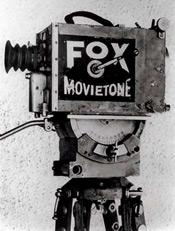
Video della Finale (durata: 42")

La competizione dei 400 metri ostacoli di atletica leggera ai Giochi della VIII Olimpiade si tenne nei giorni 6 e 7 luglio 1924 allo Stadio di Colombes a Parigi.

## L'eccellenza mondiale
| Primatista europeo    | 55"4 1919 | Erik Vilén    | Presente |
| Primatista stagionale | 52"6      | Morgan Taylor | Presente |
| Vincitore Trials USA  | 52"6 =    | Morgan Taylor | Presente |

1. ↑  Fino al 5 luglio.
2. ↑  Tempo realizzato sulle 440 iarde.

Ai Trials statunitensi Morgan Taylor batte il record del mondo due volte; si presenta ai Giochi come grande favorito.

## Risultati

### Turno eliminatorio
| 6 Batterie   | 6 luglio | 23 partenti   | Si qualificano i primi 2. |
| 2 Semifinali | 6 luglio | 6 + 6         | Si qualificano i primi 3. |
| Finale       | 7 luglio | 6 concorrenti |                           |

### Batterie
| Pos. | Atleta           | Nazione     | Tempo |
| ---- | ---------------- | ----------- | ----- |
| 1    | Charles Brookins | Stati Uniti | 54"8  |
| 2    | Humberto Lara    | Cile        | 56"5  |
| 3    | Philip McDonald  | Canada      | 56"8  |

| Pos. | Atleta          | Nazione     | Tempo |
| ---- | --------------- | ----------- | ----- |
| 1    | Chan Coulter    | Stati Uniti | 55"0  |
| 2    | Erik Wilén      | Finlandia   | 55"3  |
| 3    | Louis Lundgren  | Danimarca   | 56"0  |
| -    | Pierre Arnaudin | Francia     | Rit.  |

| Pos. | Atleta           | Nazione   | Tempo |
| ---- | ---------------- | --------- | ----- |
| 1    | Géo André        | Francia   | 56"0  |
| 2    | Henri Thorsen    | Danimarca | 57"2  |
| 3    | Ioannis Talianos | Grecia    | 58"0  |

| Pos. | Atleta         | Nazione       | Tempo |
| ---- | -------------- | ------------- | ----- |
| 1    | Roger Viel     | Francia       | 57"2  |
| 2    | Martti Jukola  | Finlandia     | 57"7  |
| 3    | Wilfrid Tatham | Gran Bretagna | 58"5  |

| Pos. | Atleta           | Nazione       | Tempo  |
| ---- | ---------------- | ------------- | ------ |
| 1    | Morgan Taylor    | Stati Uniti   | 55"8   |
| 2    | Fred Blackett    | Gran Bretagna | 56"9   |
| 3    | Enrique Thompson | Argentina     | 57"0   |
| 4    | Richard Honner   | Australia     | 58"5   |
| 5    | André Foussard   | Francia       | 1'00"0 |

| Pos. | Atleta            | Nazione     | Tempo |
| ---- | ----------------- | ----------- | ----- |
| 1    | Ivan Riley        | Stati Uniti | 55"4  |
| 2    | Luigi Facelli     | Italia      | 56"4  |
| 3    | Jules Migeot      | Belgio      | 56"7  |
| 4    | Warren Montabone  | Canada      | n/d   |
| 5    | Oscar van Rappard | Paesi Bassi | n/d   |

### Semifinali
| Pos. | Atleta           | Nazione     | Tempo |
| ---- | ---------------- | ----------- | ----- |
| 1    | Charles Brookins | Stati Uniti | 54"6  |
| 2    | Morgan Taylor    | Stati Uniti | 54"9  |
| 3    | Erik Wilén       | Finlandia   | 55"4  |
| 4    | Luigi Facelli    | Italia      | 55"6  |
| 5    | Roger Viel       | Francia     | 56"7  |
| 6    | Henri Thorsen    | Danimarca   | 57"3  |

| Pos. | Atleta        | Nazione       | Tempo |
| ---- | ------------- | ------------- | ----- |
| 1    | Ivan Riley    | Stati Uniti   | 56"6  |
| 2    | Géo André     | Francia       | 56"7  |
| 3    | Fred Blackett | Gran Bretagna | 58"4  |
| 4    | Chan Coulter  | Stati Uniti   | 58"6  |
| 5    | Martti Jukola | Finlandia     | 58"6  |
| 6    | Humberto Lara | Cile          | 59"0  |

### Finale
Morgan Taylor domina la gara, vincendo con un margine di 1"2 sul secondo classificato.
È ufficializzato solo il tempo del primo classificato. 
| Pos.    | Atleta           | Età | Nazione       | Tempo ufficiale | Tempo ufficioso |
| ------- | ---------------- | --- | ------------- | --------------- | --------------- |
| Oro     | Morgan Taylor    | 21  | Stati Uniti   | 52"6            |                 |
| Argento | Erik Wilén       | 26  | Finlandia     |                 | 53"8            |
| Bronzo  | Ivan Riley       | 24  | Stati Uniti   |                 | 54"2            |
| 4       | Géo André        | 35  | Francia       |                 | 56"2            |
| -       | Charles Brookins | 25  | Stati Uniti   | Squalificato    | Squalificato    |
| -       | Fred Blackett    | 24  | Gran Bretagna | Squal.          | Squal.          |

Il tempo di Taylor non è omologabile come primato del mondo poiché l'atleta ha abbattuto un ostacolo (l'ultimo).